# Султанат Верхний Аулаки
Султанат Верхний Аулаки (араб. سلطنة العوالق العلي‎) — султанат в Южной Аравии, существовавший до середины XX века. В разные годы входил в состав британского Протектората Аден, Федерацию Арабских Эмиратов Юга и Федерацию Южной Аравии. Столицей был Нисаб.

## История
Образовался в XVIII веке в результате распада султаната Аулаки. В конце XIX века султанат попал под влияние Великобритании, впоследствии стал частью Аденского Протектората. В 1964 году султанат вошёл в состав Федерации Южной Аравии. Последним султаном был Авад ибн Салих Аль-Аулаки. Он был свергнут в августе 1967 года. Государство было ликвидировано в ноябре 1967 года после основания Народной Республики Южного Йемена. В настоящее время территория бывшего султаната входит в состав Йеменской Республики.

## Список султанов
- Мунассар — ? — ?
- Фарид ибн Мунассар — ? — ?
- Абдалла ибн Фарид — ? — 1862
- Авад ибн Абдалла — 1862 — сентябрь 1879
- Абдалла ибн Авад — 1879 — 11 декабря 1887
- Салих ибн Абдалла — декабрь 1887 — 1935
- Авад ибн Салих аль-Аулаки — 1935 — 29 ноября 1967